# Croix de métier de Couffoulens
La croix de métier de Couffoulens est une croix située à Couffoulens, en France.

## Localisation
La croix est située sur la commune de Couffoulens, dans le département français de l'Aude.

## Historique
L'édifice est inscrit au titre des monuments historiques en 1948.